# Kuchnia egipska

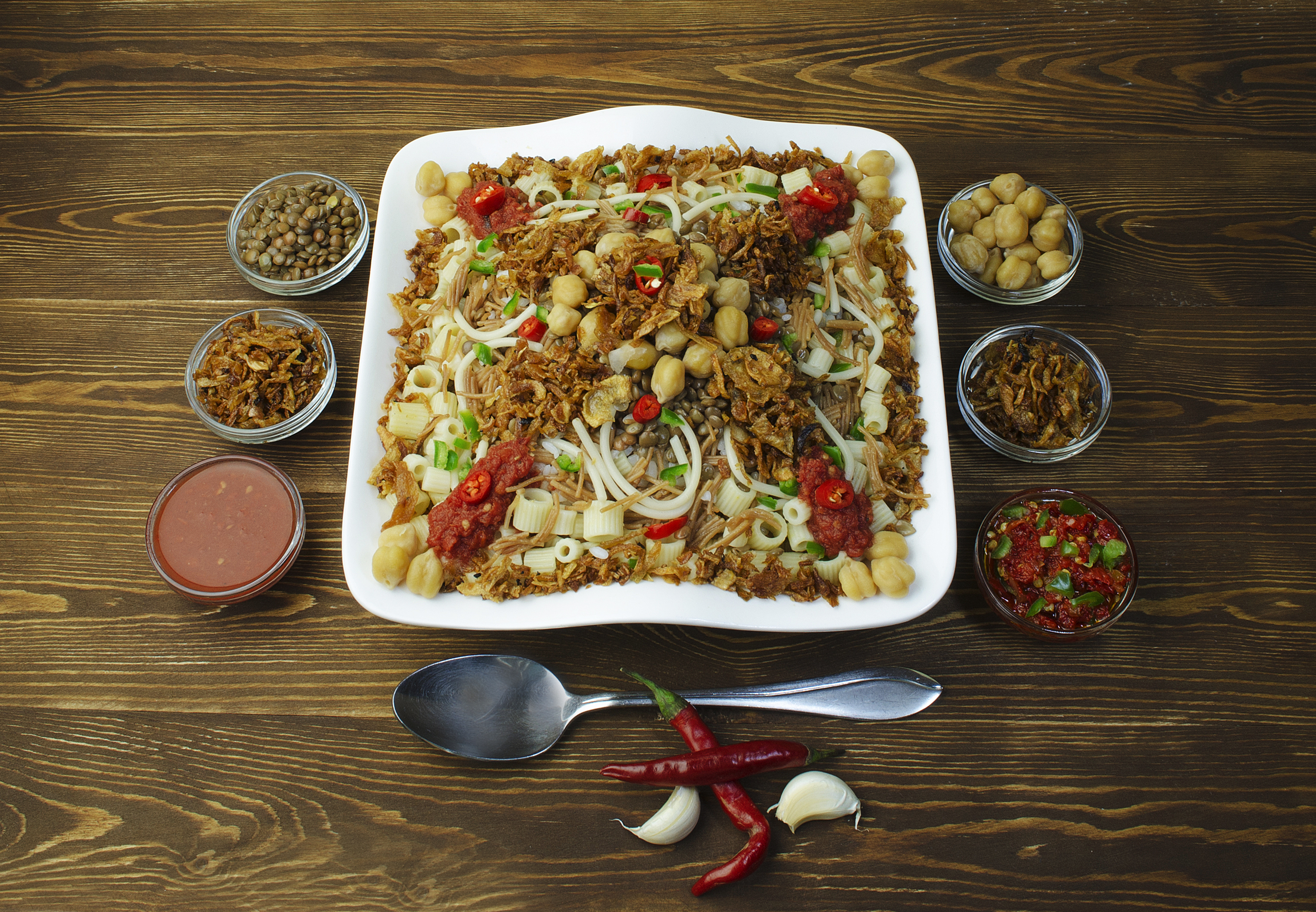
Kuszari

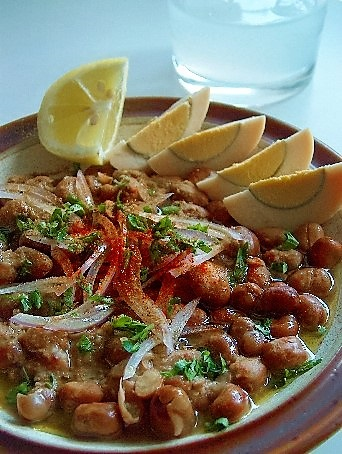
Ful – danie z bobu

Kuchnia egipska – ogół tradycji kulinarnych Egiptu. Podstawą pożywienia są ryż, warzywa i owoce, uprawiane w dolinie Nilu, zwłaszcza lokalna odmiana bobu, nazywanego ful, stanowiącego bogate źródło białka i spożywanego zwykle z chlebem na śniadanie. Z bobu sporządza się również kotleciki tamijja, również stanowiące danie śniadaniowe. Innym ulubionym składnikiem kuchni są kiszone warzywa. Tradycyjny chleb egipski różni się od znanego z krajów Maghrebu, występuje w kilku odmianach, takich jak battaw czy pita, często bywa wypełniany nadzieniem z fulu lub mięsa. Kuchnia w Egipcie jest dość mocno zróżnicowana regionalnie, na południu potrawy są bardziej pikantne, wykazują wpływy Sudanu i Nubii, natomiast w północnych regionach nadmorskich oraz w delcie Nilu chętnie spożywa się ryby i owoce morza, podawane zazwyczaj z ryżem i sałatkami. 
Poza zestawem typowych miejscowych potraw często o starożytnym rodowodzie, kuchnia egipska odzwierciedla także wpływy wielu kultur: greckiej, żydowskiej, syryjskiej czy tureckiej.

## Typowe potrawy
- Molochijja – zupa z liści juty
- Szałarma
- Tahini – sos sezamowy
- Baba ghanug – sałatka
- Kibda iskandaranijja – danie z wątróbki drobiowej, typowe dla Aleksanrii
- Kofta iskandaranijja – danie z mielonego mięsa, również typowe dla Aleksandrii
- Kuszari – danie na bazie makaronu, ryżu i soczewicy
- Mahszi – nadziewane warzywa
- Fisich – suszone ryby